# Wilcoxius crenus
Wilcoxius crenus är en tvåvingeart som beskrevs av Martin 1975. Wilcoxius crenus ingår i släktet Wilcoxius och familjen rovflugor. Inga underarter finns listade i Catalogue of Life.